# David Ignatius

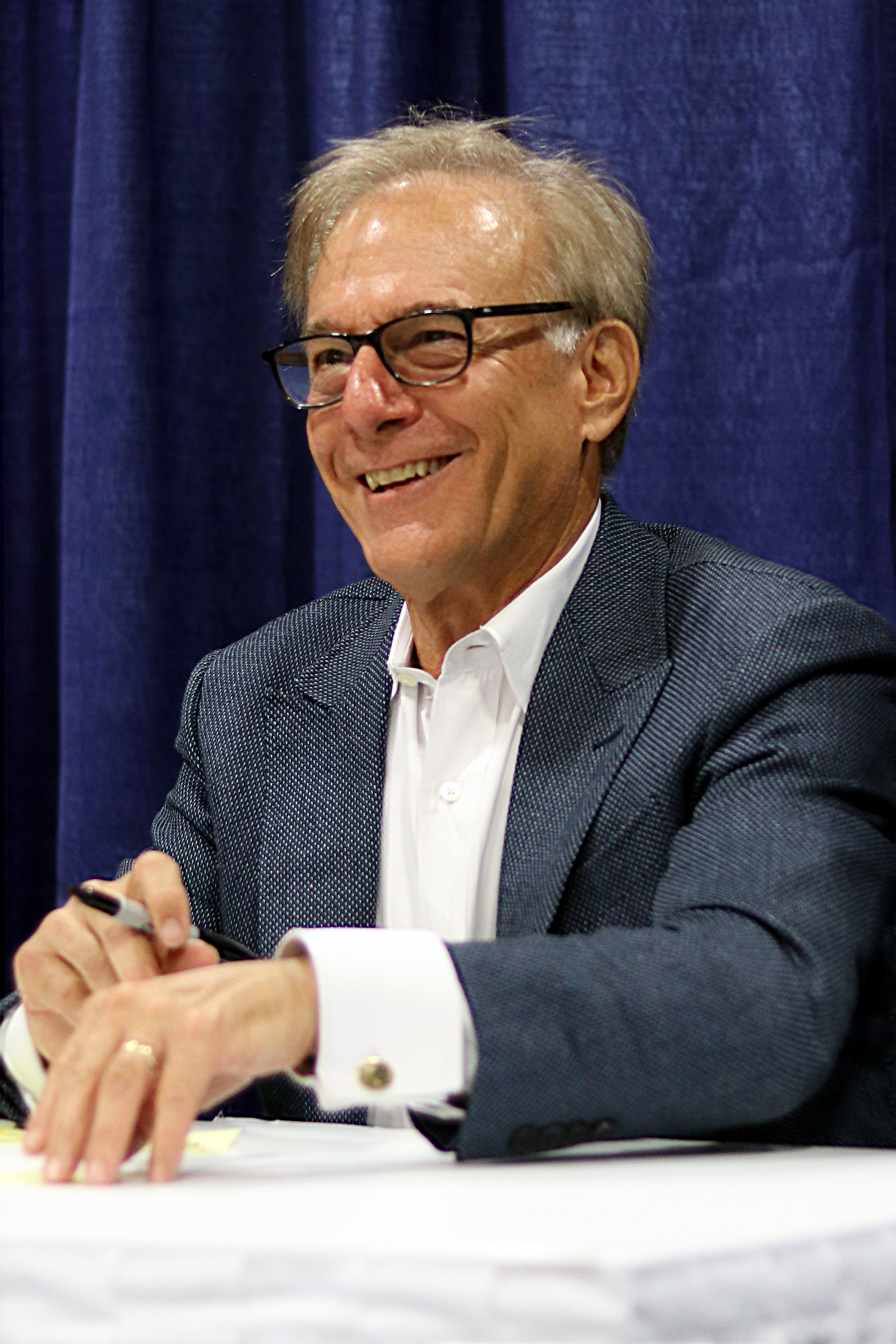
David Ignatius im 2018

David Robert Ignatius (* 26. Mai 1950 in Cambridge, Massachusetts) ist ein US-amerikanischer Journalist, Ökonom und Thriller-Autor. Er ist Redakteur und Kolumnist der Washington Post sowie Buchautor. Sein Roman Der Mann, der niemals lebte wurde von Ridley Scott unter demselben Titel verfilmt.

## Leben
Väterlicherseits hat Ignatius armenische Wurzeln mit Vorfahren aus Harput und Elaziğ in der Türkei. Sein Vater Paul Robert Ignatius war unter anderem Marinestaatssekretär.
Ignatius wuchs in Washington, D.C. auf, wo er die St. Albans School besuchte. Nach seinem Highschool-Abschluss 1968 studierte er an der Harvard University. Er schloss 1973 mit magna cum laude ab. Mit einem Stipendium studierte er am King’s College der Cambridge University Wirtschaftswissenschaften und schloss mit einem Diplom ab.
Er ist mit Eve Ignatius verheiratet und hat drei erwachsene Töchter.

## Journalistische Karriere
Sein journalistischer Werdegang begann nach seiner Ausbildung bei der Washington Monthly. 1976 wechselte er zum Wall Street Journal, wo er zehn Jahre lang als Reporter arbeitete. Von 1980 bis 1983 war er Auslandskorrespondent für den Nahen Osten. 1984 kehrte er nach Washington zurück, wo er 1985 mit dem Edward-Weintal-Preis ausgezeichnet wurde.
Ein Jahr später wechselte er zur Washington Post. Er arbeitete in verschiedenen Abteilungen der Post, unter anderem war er Redakteur für die Auslandsberichterstattung. Ab 1999 schrieb er eine zweimal wöchentlich erscheinende Kolumne. Diese behandelte das weltpolitische Geschehen, Wirtschaftsthemen und internationale Angelegenheiten.
2000 wurde er zum Chefredakteur des International Herald Tribune in Paris. Er ging 2002 jedoch zurück zur Post und schrieb erneut seine Kolumnen. Im Zuge seiner Analystentätigkeiten reiste er oft in den Nahen Osten und führte dort Interviews mit Politikern und Staatschefs, wie zum Beispiel dem Präsidenten von Syrien, Baschar al-Assad, und Hassan Nasrallah, dem Anführer der Hisbollah.
Seine Artikel erschienen ebenfalls in New York Times, Atlantic Monthly, Foreign Affairs, New Republic, Talk Magazine, The Washington Monthly und Wiener Zeitung. Zum 70-sten Geburtstag erschien 2019 in der FAZ eine Eloge über ihn.

## Eklat beim World Economic Forum
2009 moderierte David Ignatius eine Diskussion auf dem World Economic Forum in Davos, bei der es zu einem Eklat kam: Ignatius teilte Recep Tayyip Erdoğan, dem türkischen Premierminister, lediglich 12 Minuten Redezeit zu, während der israelische Präsident Schimon Peres 25 Minuten bekam, in denen er den israelischen Einsatz im Gaza-Krieg um die Jahreswende 2008/2009 emotional verteidigte. Erdoğan fiel Peres während der Rede ins Wort und bekam anschließend eine Minute, um darauf zu reagieren; als diese um war, wurde er mehrmals von Ignatius unterbrochen, der schließlich seine Hand auf Erdoğans Schulter legte und ihn darum bat, das geplante Abendessen nicht weiter aufzuhalten. Daraufhin sammelte Erdoğan seine Papiere zusammen und verließ den Saal mit den Worten, er glaube nicht, dass er jemals wieder an einem 'World Economic Forum' teilnehmen werde. Im Nachhinein betonte er, der Eklat sei nicht inhaltlich gegen Peres gerichtet, den er direkt nach dem Gespräch anrief, um die Ungereimtheiten zu klären, sondern lediglich gegen die in seinen Augen parteiische Redezeiteinteilung. In der Türkei wurde Erdoğan anschließend von einer begeisterten Menschenmenge empfangen.

## Romane
Neben seiner journalistischen Arbeit ist Ignatius ein erfolgreicher Agententhriller-Autor. Er hat bislang zehn Romane geschrieben, alle behandeln das Thema Spionage. Sowohl vonseiten der Kritik als auch der Leser werden sie als spannend und realitätsnah gelobt. Selbst die CIA lobte den Realismus seiner Werke. Neben dem bereits verfilmten vierten Thriller hat sich die Disney Corporation die Rechte für den sechsten, „The increment“, eingekauft
- Reporter ohne Auftrag. (A firing offense). Blessing, München 1997, ISBN 3-89667-028-X.
- Bank der Angst. (Bank of Fear). Von Schröder, München 1998, ISBN 3-547-74961-1 (auch erschienen unter dem Titel Blutgeld. Rowohlt, Reinbek 2010, ISBN 978-3-499-24909-9).
- Der König von Washington. (The sun king). Blessing, München 2001, ISBN 3-89667-031-X.
- Der Mann, der niemals lebte. (Body of lies). Rowohlt, Reinbek 2008, ISBN 978-3-499-24716-3.
  - Der Mann, der niemals lebte. Hörbuch. Gekürzte Lesung. Audiobuch, Freiburg im Br. 2008, ISBN 978-3-89964-302-2 (6 CDs, gelesen von Johannes Steck).
- Das Netzwerk. (Siro). Rowohlt, Reinbek 2009, ISBN 978-3-499-24908-2.
- Der Einsatz. (The increment). Rowohlt, Reinbek 2010, ISBN 978-3-499-25291-4.
- Operation Beirut. (Agents of innocence). Rowohlt, Reinbek 2011, ISBN 978-3-499-24910-5 (früherer Titel: Die Wurzeln der Hölle).
- Der Deal. (Bloodmoney). Rowohlt, Reinbek 2012, ISBN 978-3-499-25770-4.
- Ein neuer Feind. (The Director). Rowohlt, Reinbek 2016, ISBN 978-3-49927094-9.
- Quantum Spy. Der Feind im System. (The Quantum Spy). Rowohlt, Hamburg 2019, ISBN 978-3-498-00117-9.

## Verfilmungen
- 2008: Ridley Scott (Regie): Der Mann, der niemals lebte (mit Leonardo DiCaprio, Russell Crowe und anderen)